# Sépulture en fosse de Bonnières-sur-Seine
La sépulture en fosse de Bonnières-sur-Seine est située sur la commune de Bonnières-sur-Seine dans le département des Yvelines. 

## Historique
La sépulture fut découverte en mai 1950 lors de travaux de forage d'un puits au centre du village, près de l'église. Bien que la découverte fut immédiatement signalée aux autorités compétentes, la tombe fut victime d'un pillage clandestin, des ossements humains et une trentaine de dalles en furent extrait, avant que ne démarrent les fouilles officielles menées par Eliane Basse de Menorval. La tombe est classée monument historique depuis 1951 et dans un premier temps un petit musée fut aménagé autour du site. En 1986, la tombe est englobée dans la construction du centre culturel Louis Jouvet où une pièce lui est consacrée.

## Description
La tombe est située à 200 m de la rive gauche de la Seine à 20 m d'altitude. Elle a été creusée dans les alluvions sur 1,60 m à 1,80 m de profondeur selon un axe nord-nord-ouest/sud-sud-est presque perpendiculaire à la rive de la Seine. Elle mesure 8,30 m de long sur 1,40 m à 2,10 m de large et 0,75 m à 1 m de hauteur. Sa forme oblongue n'est pas rectiligne. Les côtés sont délimités par de petites dalles verticales en calcaire. Dans la zone d'inhumations (sur environ 7 m de longueur) le sol était dallé de plaquettes en calcaire. Les inhumations étaient recouvertes de deux couches superposées de dalles de petites et moyennes dimensions, une troisième couche terminale tenait lieu de couverture de la tombe à environ 0,90 m de profondeur par rapport au sol actuel. L'ensemble pourrait avoir été renforcé par une structure en bois.
L'ensemble des dalles est constitué de calcaires d'origine locale ou extraits dans un rayon de moins de 2 km.

## Matériel archéologique
La tombe aurait renfermé les corps d'environ une quarantaine d'individus (deux douzaines d’adultes, de deux ou trois vieillards et d'une dizaine d'enfants). Les crânes et les ossements humains retrouvés étaient généralement brisés, seuls trois squelettes étaient à peu près bien conservés, dont un placé franchement en travers de la tombe. Six ou sept crânes furent extraits de la tombe lors du pillage clandestin mais il en demeurait encore trente-huit autres dans la tombe lors de la fouille. Ils furent retrouvés isolés, ce qui pourrait indiquer une pratique d'inhumation sélective de certains ossements.
Le mobilier funéraire était constitué d'outils et armes en silex (éclats et nucléus, 2 grattoirs, 4 lames, 6 flèches tranchantes) et d'éléments de parure (8 dents perforées de renard et chat sauvage, dentales, fossiles de gastéropode et d'oursin).
Des traces de foyers ont été constatées à 1,45 m de profondeur dans l'angle sud-est de la chambre.